# Arley Rodríguez
Arley José Rodríguez Henry (San Andrés, Colombia, 13 de febrero de 1993) es un futbolista colombiano. Juega como extremo y su equipo actual es Real Cartagena de la Categoría Primera B de Colombia. Es hermano del también futbolista Angelo Rodríguez.

## Trayectoria
Nació y comenzó a jugar al fútbol en la isla de San Andrés en el Caribe. En 2006, jugando para el equipo nacional infantil de la isla, fue observado por los ojeadores del club Atlético Nacional. Como miembro de su equipo juvenil en 2010, se convirtió en el máximo goleador del Campeonato Provincial de Antioquia en su equipo. Realizó su debut con el primer equipo el 18 de septiembre de 2011 en un partido de la Liga Colombiana contra el Atlético Huila, entrando como sustituto de Juan Duquet en el minuto 83. Durante los siguientes dos años, no participó en el primer equipo del club, jugando solo un partido de copa en 2013 durante este tiempo. Al mismo tiempo, jugó para el equipo juvenil sub-19 de su club y en dos años (2011-2012) anotó 37 goles en 34 partidos. En julio de 2013, fue cedido seis meses al el Elche español, entrenando con su equipo de reserva y no jugó en partidos oficiales.
En la primavera de 2014, el delantero fue cedido al club de Primera B Depor Aguablanca, durante la mitad de la temporada participó en 13 partidos y anotó 4 goles. En su partido de debut con el club, anotó un doblete ante Llaneros (2-0). En junio de 2014 fichó, también cedido, a otro club de Primera B, Leones Urabá, donde disputó 24 partidos y marcó 4 goles.
En 2015, fue cedido al club colombiano Alianza Petrolera. El 4 de mayo de 2015, en un partido contra el Independiente Medellín, anotó su primer gol en la primera división. En total, jugó 34 partidos y anotó 5 goles durante la temporada.
En 2016, fue incluido en el primer equipo del Atlético Nacional. En la primavera de 2016, el delantero apareció en el campo solo en los partidos del campeonato colombiano, y en la Copa Libertadores, donde su equipo se convirtió en el ganador, pero no rindió.
En 2021 llega a Alianza Lima del Perú para ser campeón de la Liga 1. En dicha temporada usualmente entraba desde el banquillo y logró anotar 4 goles y 3 asistencias.

## Selección nacional
Jugaría los Juegos Olímpicos de Río de Janeiro 2016 con la Selección de fútbol sub-23 de Colombia en el que llegarían a los cuartos de final donde fueron eliminados por los locales. El jugador no fue incluido en la lista original, pero más tarde reemplazó al lesionado Andrés Rentería.

### Participaciones en Juegos Olímpicos
| Torneo                | Categoría | Sede           | Resultado        | Partidos | Goles |
| --------------------- | --------- | -------------- | ---------------- | -------- | ----- |
| Juegos Olímpicos 2016 | Sub-23    | Río de Janeiro | Cuartos de final | 2        | 0     |

## Clubes
| Club                      | País     | Año         |
| ------------------------- | -------- | ----------- |
| Atlético Nacional         | Colombia | 2011-2013   |
| Elche Ilicitano           | España   | 2013        |
| Atlético F. C.            | Colombia | 2014        |
| Leones F. C.              | Colombia | 2014        |
| Alianza Petrolera         | Colombia | 2015        |
| Atlético Nacional         | Colombia | 2016-2017   |
| Tigres UANL               | México   | 2018        |
| Lobos BUAP                | México   | 2018        |
| Independiente Santa Fe    | Colombia | 2018-2019   |
| Envigado F. C.            | Colombia | 2019        |
| Carlos A. Mannucci        | Perú     | 2020        |
| Alianza Lima              | Perú     | 2021-2022   |
| Deportivo Pereira         | Colombia | 2023        |
| Ionikos de Nicea          | Grecia   | 2024        |
| Universidad César Vallejo | Perú     | 2024        |
| Real Cartagena            | Colombia | 2025 - Act. |

## Estadísticas
- Actualizado hasta el 4 de agosto de 2025.

| Club                         | Div           | Temporada     | Liga  | Liga  | Liga   | Copa  | Copa  | Copa   | Torneos Internacionales | Torneos Internacionales | Torneos Internacionales | Total | Total | Total  |
| Club                         | Div           | Temporada     | Part. | Goles | Asist. | Part. | Goles | Asist. | Part.                   | Goles                   | Asist.                  | Part. | Goles | Asist. |
| ---------------------------- | ------------- | ------------- | ----- | ----- | ------ | ----- | ----- | ------ | ----------------------- | ----------------------- | ----------------------- | ----- | ----- | ------ |
| Atlético Nacional · Colombia | 1.ª           | 2011          | —     | —     | —      | 1     | 0     | 0      | —                       | —                       | —                       | 1     | 0     | 0      |
| Atlético Nacional · Colombia | 1.ª           | 2012          | 1     | 0     | 0      | —     | —     | —      | —                       | —                       | —                       | 1     | 0     | 0      |
| Elche Ilicitano · España     | 3.ª           | 2013          | 0     | 0     | 0      | —     | —     | —      | —                       | —                       | —                       | 0     | 0     | 0      |
| Elche Ilicitano · España     | Total club    | Total club    | 0     | 0     | 0      | 0     | 0     | 0      | 0                       | 0                       | 0                       | 0     | 0     | 0      |
| Atlético F. C. · Colombia    | 2.ª           | 2014          | 14    | 4     | 0      | 6     | 4     | 0      | —                       | —                       | —                       | 20    | 8     | 0      |
| Atlético F. C. · Colombia    | Total club    | Total club    | 14    | 4     | 0      | 6     | 4     | 0      | 0                       | 0                       | 0                       | 20    | 8     | 0      |
| Alianza Petrolera · Colombia | 1.ª           | 2015          | 31    | 5     | 2      | 2     | 0     | 0      | —                       | —                       | —                       | 33    | 5     | 2      |
| Alianza Petrolera · Colombia | Total club    | Total club    | 31    | 5     | 2      | 2     | 0     | 0      | 0                       | 0                       | 0                       | 33    | 5     | 2      |
| Atlético Nacional · Colombia | 1.ª           | 2016          | 25    | 8     | 1      | 7     | 1     | 0      | 4                       | 0                       | 0                       | 36    | 9     | 3      |
| Atlético Nacional · Colombia | 1.ª           | 2017          | 23    | 6     | 0      | —     | —     | —      | 6                       | 0                       | 1                       | 29    | 6     | 1      |
| Atlético Nacional · Colombia | Total club    | Total club    | 49    | 14    | 1      | 8     | 1     | 0      | 10                      | 0                       | 1                       | 67    | 15    | 4      |
| Lobos BUAP · México          | 1.ª           | 2018          | 4     | 0     | 0      | 2     | 0     | 1      | —                       | —                       | —                       | 6     | 0     | 1      |
| Lobos BUAP · México          | Total club    | Total club    | 4     | 0     | 0      | 2     | 0     | 1      | 0                       | 0                       | 0                       | 6     | 0     | 1      |
| Santa Fe · Colombia          | 1.ª           | 2018          | 18    | 2     | 0      | 4     | 0     | 0      | 6                       | 0                       | 1                       | 28    | 2     | 1      |
| Santa Fe · Colombia          | 1.ª           | 2019          | 14    | 0     | 1      | —     | —     | —      | —                       | —                       | —                       | 14    | 0     | 1      |
| Santa Fe · Colombia          | Total club    | Total club    | 32    | 2     | 1      | 4     | 0     | 0      | 6                       | 0                       | 1                       | 42    | 2     | 2      |
| Envigado F. C. · Colombia    | 1.ª           | 2019          | 15    | 1     | 3      | —     | —     | —      | —                       | —                       | —                       | 15    | 1     | 3      |
| Envigado F. C. · Colombia    | Total club    | Total club    | 15    | 1     | 3      | 0     | 0     | 0      | 0                       | 0                       | 0                       | 15    | 1     | 3      |
| Carlos A. Mannucci · Perú    | 1.ª           | 2020          | 22    | 4     | 4      | —     | —     | —      | —                       | —                       | —                       | 22    | 4     | 4      |
| Carlos A. Mannucci · Perú    | Total club    | Total club    | 22    | 4     | 4      | 0     | 0     | 0      | 0                       | 0                       | 0                       | 22    | 4     | 4      |
| Alianza Lima · Perú          | 1.ª           | 2021          | 23    | 4     | 3      | 1     | 0     | 0      | —                       | —                       | —                       | 24    | 4     | 3      |
| Alianza Lima · Perú          | 1.ª           | 2022          | 32    | 4     | 4      | —     | —     | —      | 6                       | 0                       | 1                       | 38    | 4     | 5      |
| Alianza Lima · Perú          | Total club    | Total club    | 55    | 8     | 7      | 1     | 0     | 0      | 6                       | 0                       | 1                       | 62    | 8     | 8      |
| Deportivo Pereira · Colombia | 1.ª           | 2023          | 33    | 5     | 3      | 5     | 0     | 0      | 9                       | 1                       | 1                       | 47    | 6     | 4      |
| Deportivo Pereira · Colombia | Total club    | Total club    | 33    | 5     | 3      | 5     | 0     | 0      | 9                       | 1                       | 1                       | 47    | 6     | 4      |
| Ionikos de Nicea · Grecia    | 2.ª           | 2024          | 9     | 0     | 2      | —     | —     | —      | —                       | —                       | —                       | 9     | 0     | 2      |
| Ionikos de Nicea · Grecia    | Total club    | Total club    | 9     | 0     | 2      | 0     | 0     | 0      | 0                       | 0                       | 0                       | 9     | 0     | 2      |
| UCV · Perú                   | 1.ª           | 2024          | 12    | 0     | 1      | —     | —     | —      | —                       | —                       | —                       | 12    | 0     | 1      |
| UCV · Perú                   | Total club    | Total club    | 12    | 0     | 1      | 0     | 0     | 0      | 0                       | 0                       | 0                       | 12    | 0     | 1      |
| Real Cartagena · Colombia    | 2.ª           | 2025          | 23    | 1     | 2      | 1     | 0     | 0      | —                       | —                       | —                       | 24    | 1     | 2      |
| Real Cartagena · Colombia    | Total club    | Total club    | 23    | 1     | 2      | 1     | 0     | 0      | 0                       | 0                       | 0                       | 24    | 1     | 2      |
| Total carrera                | Total carrera | Total carrera | 299   | 44    | 26     | 29    | 5     | 1      | 31                      | 1                       | 3                       | 359   | 50    | 30     |

## Palmarés

### Campeonatos nacionales
| Título                | Club              | País     | Año  |
| --------------------- | ----------------- | -------- | ---- |
| Copa Colombia         | Atlético Nacional | Colombia | 2013 |
| Superliga de Colombia | Atlético Nacional | Colombia | 2016 |
| Copa Colombia         | Atlético Nacional | Colombia | 2016 |
| Torneo Apertura       | Atlético Nacional | Colombia | 2017 |
| Torneo Clausura       | Alianza Lima      | Perú     | 2021 |
| Liga 1                | Alianza Lima      | Perú     | 2021 |
| Torneo Clausura       | Alianza Lima      | Perú     | 2022 |
| Liga 1                | Alianza Lima      | Perú     | 2022 |

### Torneos internacionales
| Título              | Club              | Sede     | Año  |
| ------------------- | ----------------- | -------- | ---- |
| Copa Libertadores   | Atlético Nacional | Colombia | 2016 |
| Recopa Sudamericana | Atlético Nacional | Colombia | 2017 |

### Distinciones individuales
| Distinción                                    | Año  |
| --------------------------------------------- | ---- |
| Mejor Celebración Premios Liga Águila         | 2016 |
| Equipo ideal del Torneo Clausura de la Liga 1 | 2020 |